# 方智远
方智远（1939年9月3日—2023年1月20日），男，湖南衡阳人，中国蔬菜遗传育种专家，中国种业十大功勋人物。

## 生平
1964年毕业于武汉大学生物系。1995年当选为中国工程院院士。